# Pristerognàtids
Els pristerognàtids (Pristerognathidae) són una família extinta de sinàpsids terocèfals que visqueren en allò que avui és el sud d'Àfrica durant el Permià mitjà, fa entre 259,5 i 264,3 milions d'anys. Se n'han trobat restes fòssils a les províncies sud-africanes del Cap Occidental i el Cap Septentrional. Eren depredadors aproximadament igual de grossos que els ossos i els lleons d'avui en dia. Vivien en zones de clima tropical o subtropical. Són els sinàpsids més antics coneguts que sembla que tenien un metabolisme basal elevat, com a mínim algunes espècies. Tanmateix, la seva anatomia nasal, molt semblant a la condició originària dels amniotes, indica que la seva freqüència respiratòria no devia ser gaire alta i, per tant, el seu metabolisme tampoc no podia ser excessivament alt. Hi ha autors que consideren que aquest tàxon és parafilètic i en reparteixen els components entre els escilacosàurids i els licosúquids.